# Walerij Giergijew
Walerij Abisałowicz Giergijew (ros. Вале́рий Абиса́лович Ге́ргиев, ur. 2 maja 1953 w Moskwie) – rosyjski dyrygent pochodzenia osetyjskiego.

## Życiorys
Walerij Abisałowicz Giergijew studiował dyrygenturę w konserwatorium w Leningradzie u Iwana Musina. W 1976 roku został laureatem konkursu Herberta von Karajana (I nagroda). Od 1978 prowadzi spektakle operowe w Leningradzkim Państwowym Akademickim Teatrze Opery i Baletu im. S.M. Kirowa, a w 1988 roku został jego dyrektorem artystycznym. Pod jego kierownictwem, w 1992 roku placówka wróciła do przedrewolucyjnej nazwy i znów jest znana jako Teatr Maryjski w Petersburgu.
Występował gościnnie z zagranicznymi orkiestrami symfonicznymi (Rotterdam, gdzie w 1996 zainicjował festiwal muzyczny) i operowymi (Covent Garden w Londynie, La Scala w Mediolanie, Metropolitan Opera w Nowym Jorku). Od 1997 roku zajmuje pozycję głównego dyrygenta gościnnego w Metropolitan Opera. Ceniony interpretator utworów orkiestrowych i operowych kompozytorów rosyjskich, zwłaszcza Piotra Czajkowskiego, Modesta Musorgskiego, Dmitrija Szostakowicza, Igora Strawinskiego i Siergieja Prokofjewa, a także kompozytorów francuskiego impresjonizmu (Claude Debussy).
Od 2005 roku był głównym dyrygentem Londyńskiej Orkiestry Symfonicznej (pierwszy występ Giergijewa w tej roli miał miejsce w 2007 roku). W sierpniu 2008 dyrygował także orkiestrą Teatru Maryjskiego, z udziałem polskich solistów, w inscenizacji Króla Rogera Karola Szymanowskiego na międzynarodowym festiwalu w Edynburgu.
14 stycznia 2011, podczas koncertu w Filharmonii Narodowej w Warszawie, wieńczącego obchody 200-lecia urodzin Fryderyka Chopina został uhonorowany przez ministra kultury i dziedzictwa narodowego Bogdana Zdrojewskiego Złotym Medalem „Zasłużony Kulturze Gloria Artis”.

## Kontrowersje
Wielokrotnie udzielał publicznego poparcia polityce Władimira Putina. Poparł rosyjską aneksję Krymu w 2014 roku. Ze względu na prokremlowską postawę dyrygenta po rosyjskiej agresji na Ukrainę w 2022 roku nowojorska Carnegie Hall odwołała jego zaplanowane występy, mediolańska La Scala zażądała natomiast od niego potępienia działań Władimira Putina, w przeciwnym razie zapowiadając zerwanie współpracy. Wobec braku reakcji ze strony artysty współpracę z nim zaczęły zrywać kolejne instytucje kulturalne na świecie. 10 października 2022 roku Królewska Akademia Muzyczna w Sztokholmie podjęła decyzję o wykluczeniu Giergijewa z uczelni, gdzie był honorowym członkiem zagranicznym.

## Odznaczenia i nagrody
- Złota Gwiazda „Bohatera Pracy Federacji Rosyjskiej” (2013, Rosja)[8]
- Order „Za zasługi dla Ojczyzny” II klasy (2023, Rosja)[9]
- Order „Za zasługi dla Ojczyzny” IV klasy (2008, Rosja)[10]
- Order „Za zasługi dla Ojczyzny” III klasy (2003, Rosja)[11]
- Order Aleksandra Newskiego (2016, Rosja)[12]
- Order Przyjaźni (2000, Rosja)[13]
- Medal „W upamiętnieniu 300-lecia Petersburga” (Rosja)
- Państwowa Nagroda Federacji Rosyjskiej – dwukrotnie (1993 i 1999, Rosja)
- Nagroda Prezydenta Rosji (2002)
- Ludowy Artysta Federacji Rosyjskiej (1996)
- Order Świętego Księcia Daniela Moskiewskiego III klasy (2003, Rosyjska Cerkiew Prawosławna)
- Komandor Orderu Lwa Finlandii (2006, Finlandia)
- Oficer Legii Honorowej (2007, Francja)
- Kawaler Orderu Sztuki i Literatury (Francja)
- Komandor Orderu Korony Dębowej (2019, Luksemburg)[14]
- Komandor Leopolda II (2012, Belgia)[15]
- Kawaler Orderu Lwa Niderlandzkiego (2005, Holandia)[16]
- Złote Promienie ze Wstęgą Orderu Wschodzącego Słońca (2006, Japonia)
- Krzyż Zasługi I Klasy Orderu Zasługi Republiki Federalnej Niemiec (2001, Niemcy)
- Ludowy Artsta Osetii Północnej – Alanii
- Złoty Medal „Zasłużony Kulturze Gloria Artis” (2011, Polska)
- Odznaka Honorowa „Bene Merito” (2012, Polska)[17]
- Order Księcia Jarosława Mądrego V klasy (2006, Ukraina, odebrany w 2024)[18][19]
- Ludowy Artysta Ukrainy (2004, odebrany w 2024)[20]
- Order Świętych Cyryla i Metodego I Klasy (2017, Bułgaria)[21]
- Wielki Oficer Orderu Gwiazdy Włoch (2019, Włochy)[22]
- Wielki Oficer Orderu Zasługi Republiki Włoskiej (2001, Włochy)
- Order św. Mesropa Masztoca (Armenia)
- Order „Danaker” (Kirgistan)